# 雙唇擠喉擦音
雙唇擠喉擦音（Bilabial ejective fricative）是一種輔音，出現於一些口語中。雙唇擠喉擦音的國際音標（IPA）寫作⟨ɸʼ⟩，其等價的X-SAMPA音標則記作p\_>

## 特徵
雙唇擠喉擦音的特徵包括：
- 調音方法是摩擦，表示氣流通過位於調音部位的狹窄通道，發生湍流。

- 调音部位是雙唇，即是以上唇及下唇發音。
- 發聲類型是清音，意味着發音時聲帶並不顫動。
- 本輔音是口腔輔音（口音），表示調音時空氣只從口裡流出。
- 氣流機制是擠喉音，通過將聲門向上擠壓而將空氣排出。

## 出現於
| 語言   | 語言   | 詞彙       | IPA        | 意思       | 註釋 |
| ------ | ------ | ---------- | ---------- | ---------- | ---- |
| 尤奇語 | 尤奇語 | [ 比如？ ] | [ 比如？ ] | [ 比如？ ] |      |

## 外部鏈結
- 在PHOIBLE上搜尋含有[ɸʼ]的語言